# Smith Island (hrabstwo Somerset)
Smith Island – jednostka osadnicza w Stanach Zjednoczonych, w stanie Maryland, w hrabstwie Somerset.